# 北方町角田
北方町角田（きたかたまちつのだ）は、宮崎県延岡市の町名である。2025年１月1日現在、人口372人（191人、女181人）、世帯数245世帯である。郵便番号は、882-0104、番地につく干支は「丑」である。

## 地理
延岡市の南部、旧北方町の南部に位置する。五ケ瀬川が町域を流れ、川に沿って国道218号が横断する。五ケ瀬川下流部では支流の曽木川が合流し、曽木川に沿って宮崎県道215号板上曽木線が縦断する。
北を北方町曽木（子）、東を上三輪町、南を北方町笠下（寅）、西を北方町川水流（卯）、南西を北方町南久保山（子）と接する。

## 歴史

### 沿革
- 2007年3月31日 - 北方町が延岡市に編入。「丑」の全域をもって「北方町角田」が設置される。

## 小・中学校の学区
公立小・中学校の通学域は以下の通り。
小・中一貫校
- 延岡市立北方学園

## 交通

### 道路
- 国道218号
- 宮崎県道215号板上曽木線